# مجدي مطر
مجدي مطر (أبو أحمد)، سياسي فلسطيني من حركة فتح، وقائد في جناحها العسكري كتائب شهداء الأقصى - لواء الشهيد نضال العامودي في قطاع غزة.

## عنه
انضم للعمل المسلح منذ الانتفاضة الفلسطينية الأولى حيث كان في مجموعة صقور فتح، وبعد قيام السلطة الوطنية الفلسطينية في عام 1993 سافر إلى الجزائر وتخرج من الجامعة العسكرية، ثم عاد إلى فلسطين وانضم إلى القوات الخاصة في الأجهزة الأمنية الفلسطينية . مع اندلاع الانتفاضة الفلسطينية الثانية انضم إلى كتائب شهداء الأقصى، وبعد استشهاد صديقه ورفيقه نضال العامودي أسس ما عرف بلواء الشهيد القائد نضال العامودي وهي مجموعات عسكرية تابعة لكتائب شهداء الأقصى، تنشط حالياً في قطاع غزة.